# Claude Hudson
Claude Silbert Hudson (* 26. Januar 1881 in Atlanta, Georgia; † 27. Dezember 1952 in Los Angeles) war ein US-amerikanischer Chemiker (Organische Chemie).
Hudson wuchs in Mobile (Alabama) auf. Er wollte erst presbyterianischer Geistlicher werden und studierte an der Princeton University, wo er sich dann  den Naturwissenschaften und speziell der Chemie zuwandte. 1901 erhielt er seinen Bachelor-Abschluss und 1902 seinen Master-Abschluss, setzte sein Studium in Europa bei Walther Nernst in Göttingen sowie bei Gustav Tammann und Jacobus Henricus van ’t Hoff in Berlin fort und war nach der Rückkehr am MIT, 1904/5 Instructor in Princeton und 1906/7 an der University of Illinois. 1907 wurde er in Princeton magna cum laude promoviert. Danach ging er nach Washington D. C., wo er als Lebensmittelchemiker und ab 1923 am National Bureau of Standards in Washington, D.C. arbeitete. 1928 bis 1951 war er beim späteren National Institutes of Health in Washington (damals das staatliche Hygienelabor) als Professor für Chemie tätig.
1911/12 unterrichtete er Physikalische Chemie in Princeton.
Er befasste sich unter anderem seit seiner Studentenzeit mit optischer Rotation von Laktose und  mit Chemie von Kohlenwasserstoffen (wie verschiedenen Zuckern).
1929 erhielt er die Willard Gibbs Medal, die William H. Nichols Medal, die Richards Medal, den Hillebrand Prize, die Borden Medal und 1942 die Elliott Cresson Medal. 1927 wurde er Mitglied der National Academy of Sciences und 1932 der Leopoldina. 1949 wurde er Honorary Fellow der Chemical Society in London. Er war Ehrendoktor der Princeton University.
Der Claude S. Hudson Award in Carbohydrate Chemistry wird seit 1946 von der American Chemical Society vergeben und Hudson war der erste Preisträger. Er war Mitherausgeber der Advances in Carbohydrate Chemistry. Seine Collected Papers erschienen in zwei Bänden 1946 und 1948 bei Academic Press.